# Trevor Sargent
Trevor Anthony Sargent (Ashbourne, 26 de julho de 1960) é um ministro da Igreja da Irlanda e ex-político do Partido Verde irlandês que atuou como Ministro de Estado de 2007 a 2010 e líder do Partido Verde de 2001 a 2007. Ele serviu como Teachta Dála (TD) para o distrito eleitoral de Dublin Norte de 1992 a 2011.

## Carreira
Sargent formou-se como professor primário na Faculdade da Igreja da Irlanda. Em 1981, ele começou a ensinar na Model School, em Dunmanway. Em 1983, foi nomeado diretor da Escola Nacional de St George, em Balbriggan, no Condado de Dublin. Ele é um falante irlandês fluente.
Ambientalista comprometido desde o início dos anos 1980, Trevor Sargent tornou-se politicamente ativo quando ingressou no Partido Verde em 1982. Em 1989, Sargent concorreu às eleições para o Parlamento Europeu em Dublin, mas não teve sucesso. Dois anos depois, em 1991, foi eleito para o Conselho do Condado de Dublin.
O 27º Governo da Irlanda liderado por Bertie Ahern foi formado em 14 de junho de 2007, com os verdes tendo dois assentos no gabinete. Em 20 de junho de 2007, Sargent foi nomeado Ministro de Estado no Departamento de Agricultura, Pescas e Alimentação responsável pela Alimentação e Horticultura. Ele foi renomeado pelo 28º Governo da Irlanda quando Brian Cowen sucedeu Ahern como Taoiseach em 7 de maio de 2008. Quando Cowen reduziu o número de Ministros de Estado em 22 de abril de 2009, Sargent recebeu o cargo de Ministro de Estado no Departamento de Saúde e Crianças com responsabilidade pela Segurança Alimentar.
Em 23 de fevereiro de 2010, ele renunciou ao cargo de Ministro de Estado quando admitiu ter contatado ilegalmente a Gardaí sobre um processo criminal envolvendo um constituinte que havia sido agredido. Ele perdeu seu assento nas eleições gerais de 2011, junto com todos os outros do Partido Verde.

### Depois da política
Em março de 2012, ele publicou seu primeiro livro, Trevor's Kitchen Garden, um manual e diário em forma de livro sobre o cultivo de alimentos em um pequeno jardim, baseado em seu blog de mesmo nome.
Sargent foi treinado como clérigo da Igreja da Irlanda e também estudou para um mestrado em teologia no Trinity College Dublin. Em agosto de 2017, foi ordenado diácono na Diocese de Cashel e Ossory da Igreja da Irlanda. Ele foi ordenado sacerdote na Catedral de Christchurch, na cidade de Waterford, em 8 de setembro de 2018.

## Vida pessoal
Sargent viveu em Balbriggan por 30 anos. Em 1987, ele ajudou a fundar a Sonairte, o Centro Nacional de Ecologia, em Laytown, no Condado de Meath e atuou como presidente. Em 1998, casou-se com Heidi Bedell, ex-conselheira local e ex-coordenadora do Partido Verde; eles se divorciaram em 2013. Sargent viveu com sua segunda esposa, Aine Neville, em Tacumshin, no Condado de Wexford, onde desenvolveram uma empresa de horticultura orgânica.